# Isole Pribilof
Le isole Pribilof (in inglese Pribilof Islands, in passato Northern Fur Seal Islands; in aleutino Amiq; in russo Острова Прибылова?, Ostrova Pribylova) sono un gruppo di isole vulcaniche che si trovano a nord delle Aleutine (a circa 300 km da Unalaska) nel mare di Bering e appartengono all'Alaska (USA). Le isole sono per lo più rocciose e ricoperte dalla tundra.
Le principali isole del gruppo sono quattro:
- St. Paul
- St. George
- Otter
- Walrus

La superficie totale delle isole è di circa 200 km² e sono controllate dall'Alaska Maritime National Wildlife Refuge. Le isole sono popolate da foche e da una ricca avifauna, tra cui: alca minore crestata (Aethia cristatella), alca minore pappagallo (Aethia psittacula), pulcinella (Fratercula corniculata) e civetta delle nevi (Nyctea scandiaca).

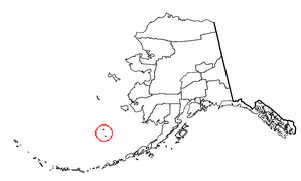
Localizzazione delle Pribilov a nord delle Aleutine

## Storia
Le isole sono state registrate nel 1767 e visitate nel 1788 da Gavriil Pribylov, che scoprì le colonie di callorino dell'Alaska (Callorhinus ursinus) per cui sono diventate famose, e divennero territorio russo. Le isole passarono agli Stati Uniti nel 1867 con l'acquisto dell'Alaska.
Nel 1911 fu firmato da Canada, Giappone, Russia e Stati Uniti il trattato North Pacific Fur Seal per limitare la caccia nella zona e con il Fur Seal Act|titolo=del 1966 è stata vietata nelle Pribilof la caccia alle foche, con la sola eccezione della caccia di sussistenza dei nativi postscript=nessuno}}.